# Xavier Régis Delerue
Xavier Régis Delerue (* 14. Juli 1953 in Mouscron, Belgien; † 4. September 2015 in Berlin) war ein französischer Maler.

## Leben und Arbeiten
Bald nach seiner Geburt siedelte die Familie nach Frankreich um. Sie zog in die Champagne nach Troyes wo Delerue mit fünf Geschwistern aufwuchs. An der École des Beaux-Arts in Troyes studierte er Malerei in der Meisterklasse bei D. Honnet und M. Mellior. Seit 1978 lebte Xavier Régis Delerue in Berlin. Er hat vier Kinder mit vier Frauen.
In der Zeit von 1989 bis 1992 nahm Delerue jährlich am artistischen Marathon von Beaulieu-lès-Loches in Frankreich teil. Der Kunst-Marathon dauerte eine ganze Nacht, in der jeder der anwesenden Maler ein Werk seiner Wahl realisierte. Der Marathon fand statt im Rahmen des fünftägigen Festival Solstice, ein von Eric Moreau kreiertes und organisiertes Festival, das jedes Jahr während der Sommersonnenwende veranstaltet wird. Für das Festival organisierte Delerue die Weltmeisterschaft des Kinderspiels Jeu des petits chevaux und gründete 1993 dafür zusammen mit Eric Moreau und Francois Senechal die Association Pegase.   
1989 traf Delerue Jean Glavany, der zu jener Zeit Bürgermeister von Maubourguet, Frankreich, war, und schlug ihm eine ähnliche Veranstaltung für die Gemeinde Maubourguet vor. 1990 startete das Treffen von Kunst und Sport unter dem Namen la nuit des regards (Die Nacht der Blicke). In der nächtlichen Veranstaltung schaffen Künstler und Sportler ein Kunstwerk ihrer Wahl und am Tag darauf starten alle zu einer sportlichen Veranstaltungen. Am dritten Tag werden die Werke versteigert. Gemeinsam mit Eric Moreau nahm Delerue zehnmal am les rencontres de Maubourguet teil.
In Berlin stellte Delerue seine Bilder in Restaurants aus, u. a. im Moritz, Chez Pierre, Jung, Diekmann Meinekestraße, Diekmann im Weinhaus Huth und organisierte dort auch Ausstellungen anderer Künstler. Er verkaufte seine Bilder an prominente Kunstsammler, u. a. an Erich Böhme und Michael Schanze. 
Über seine Malerei sagte Xavier Régis Delerue: je peins toujours la meme chose, mes bonnes femmes (Ich male immer das Gleiche: meine Weiber).

## Ausstellungen (Auswahl)
- 1987 Les anecdoctes du Nouvelles Baroques, Galerie-Werkstatt, Berlin
- 1989 Schwarze Blumen Fleurs Noires, Galerie-Werkstatt, Berlin
- 1994 Entre deux terres, Avalun Galerie, Berlin
- 1896 AUE, Galerie-Kneipe, Berlin
- 1997 Maison de France, Berlin
- 1897 AUE, Galerie-Kneipe, Berlin
- 1898 AUE, Galerie-Kneipe, Berlin
- 2001 Tresor, Hotel Steigenberger, Berlin
- 2002 AUE, Galerie-Kneipe, Berlin

## Gemeinschaftsausstellungen (Auswahl)
- 1997 Kontraste, zusammen mit Oswaldo Maria Bueno, B1 Berlin
- 1998 Frauen Femmes, zusammen mit Hermann Lüddecke, Galerie Santo Spirito, Berlin